# Petărnița, Plevna
Petărnița (în bulgară Петърница) este un sat în comuna Dolni Dăbnik, regiunea Plevna,  Bulgaria. 

## Demografie
Componența etnică a satului Petărnița
     Turci (1,89%)
     Bulgari (34,05%)
     Romi (11,93%)
     Nicio identificare (52,12%)
La recensământul din 2011, populația satului Petărnița era de 1.533 locuitori. Nu există o etnie majoritară, locuitorii fiind bulgari (34,05%), romi (11,93%) și turci (1,89%). Pentru 52,12% din locuitori nu este cunoscută apartenența etnică.